# O 2-klasse

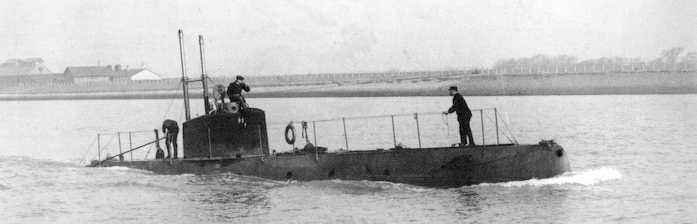
De O 3 tijdens een testvaart op 23 oktober 1912

De O 2-klasse was een Nederlandse klasse van marineschepen die vier onderzeeboten omvatte. De klasse is vernoemd naar het eerste schip van de klasse, de O 2. Alle schepen van de O 2-klasse zijn gebouwd door de Koninklijke Maatschappij De Schelde uit Vlissingen. Het ontwerp voor de O 2-klasse is afkomstig van M.F. Hay and P. Koster van Whitehead & Company uit Fiume in Italië. De schepen zijn ontworpen als patrouillesschepen voor de Nederlandse kustwateren. Het eerste schip van deze klasse kwam in dienst in 1911 en de laatste ging uit dienst in 1935.

## Schepen
- O 2 (1911 - 1930)
- O 3 (1913 - 1932)
- O 4 (1914 - 1934)
- O 5 (1914 - 1935)

## Technische kenmerken

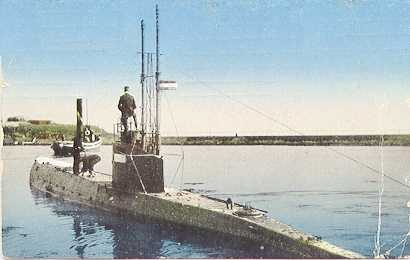
De O 2 vaar de haven uit

De schepen van de O 2-klasse waren de eerste schepen die waren uitgerust met een zogenaamde snuiver. Met deze snuiver konden de dieselmotoren ook onder water worden gebruikt. Dit systeem werd door de Nederlandse marine getrimde diesel genoemd en werkte bij deze schepen zeer problematisch. De maximale duikdiepte van schepen was 25 meter, maar tijdens onbemande tests hield het gebruikte schip zich goed op een diepte van 40 meter. Alle onderzeeboten waren uitgerust met één zescilinder-M.A.N.-tweetaktdieselmotor. De M.A.N.-dieselmotor leverde een vermogen van 280 pk. De elektromotor had een vermogen van 145 pk en onttrok zijn stroom aan de 60 batterijen.
De schepen van de O 2-klasse hadden een afmeting van (L) 32,13 x (B) 3,30 x (H) 2,73 meter. De waterverplaatsing boven water was 134 ton en onder water 149 ton. De maximale snelheid van de schepen was boven water 11 knopen en onder water 8 knopen. Met een snelheid van 10 knopen was een maximaal bereik boven water van 5000 zeemijlen haalbaar. Onder water was het maximale bereik 35 zeemijl bij een snelheid van 7 knopen.

## Bewapening
De schepen van de O 2-klasse hadden twee boven elkaar geplaatste 18 inch-torpedobuizen. In totaal konden de onderzeeboten van de O 2-klasse vier type I45 torpedos meenemen tijdens een patrouille. Naast twee torpedobuizen waren alle schepen van de O 2-klasse ook uitgerust met één machinegeweer.